# 遠い世界に
「遠い世界に」（とおいせかいに）は、五つの赤い風船のシングル。

## 概要
作詞・作曲・編曲は五つの赤い風船のリーダー西岡たかし。
「恋は風に乗って」を作った動機を西岡は、「当時フォーク・ソングは反戦歌でないといけないような風潮があって、ボクたちはいつも異形のグループだったのです。そこでボクたちは歌がそれではかなしいから、そんなフォーク・ソングにプロテストしたラブソングをつくったのです」と語っている。
1968年5月8日にデビュー曲「恋は風に乗って」のB面として発表されたが、翌年にAB面を入れ替えて同じ品番で再発された。
1969年2月発売の高田渡とのカップリング・アルバム「高田渡/五つの赤い風船」に収録された。
合唱曲としても人気が高く、中学校の音楽の教科書（音楽之友社）にも採用された。
1975年10月 - 11月、NHKの「みんなのうた」でも取り上げられた。歌は姉妹フォークデュオのチューインガムで、映像は古川タク製作のアニメ。「みんなのうた」DVD-BOXの第6巻に収録されている。
チューインガム版はチューインガムのシングル・アルバムには未収録だが、2011年4月27日発売のCD「NHKみんなのうた 50 アニバーサリー・ベスト 〜大きな古時計〜」（ソニー・ミュージックダイレクト、規格品番：MHCL-1877）に収録された。
また、西岡によるコードハープが演奏されたことでも知られている。
2023年4月 - 5月、「みんなのうた」61年目の企画「名曲カバー」の第3弾として、T字路sが歌唱を担当、映像は今津良樹製作のアニメーションとなる。
なお「みんなのうた」は2ヴァージョンとも、3番は省略している。

## カバー
| リリース日     | アーティスト                                | リリース形態・収録作品等 | 詳細                                 |
| -------------- | ------------------------------------------- | --- | ------------------------------------ |
| 1971年04月     | 本田路津子                                  | 秋でもないのに |                                      |
| 1972年10月     | 青い三角定規                                | 君と僕らと青春を/勲章なんかほしくない                                                                                          |                                      |
| 1973年         | チェリッシュ                                | スーパー・デラックス |                                      |
| 1975年10月     | チューインガム                              | TV番組『みんなのうた』 |                                      |
| 1976年01月25日 | 西岡たかし                                  | ライブ・夢商人 |                                      |
| 1976年07月     | 大杉久美子                                  | NHKみんなのうた ゴールデン・ヒット・アルバム 南の島のハメハメハ大王/山口さんちのツトム君 （日本コロムビア、規格品番：CW-7074） |                                      |
| 1976年11月     | 中川洋子・石岡ひろし                        | 「NHKみんなのうた」より ユミちゃんの引越し 〜さよならツトム君〜 （キャニオン、規格品番：AT-4002）                              |                                      |
| 1976年12月21日 | 米田和正                                    | NHKみんなのうたより 鳩笛 （ポリドール、規格品番：MQ-1019）                                                                     |                                      |
| 1981年         | 芹洋子                                      | 走馬燈・芹洋子 （キングレコード、規格品番：K28A-162）                                                                          |                                      |
| 1989年         | 宗次郎                                      | 日本のうたこころのうた: 第五集-翼をください                                                                                    | インストゥルメンタル                 |
| 1992年02月21日 | ダ・カーポ                                  | Folk Songファンタジー |                                      |
| 1992年04月08日 | Mi-Ke（宇徳敬子）                           | 忘れじのフォーク・白い2白いサンゴ礁                                                                                            | 歌詞は1.2番のみ                      |
| 2005年04月20日 | AMADORI                                     | 光〜大切にするべきはその手〜                                                                                                   |                                      |
| 2005年04月27日 | 矢野真紀                                    | 遠い世界に | SMBCフレンド証券企業CFイメージソング |
| 2008年12月10日 | キリンジ                                    | 家族時間〜NHKみんなのうたカバー集〜                                                                                            |                                      |
| 2010年12月08日 | 浅川稚広                                    | A DAY IN THE LIFE |                                      |
| 2011年06月22日 | オルリコ                                    | 風ノ詩 |                                      |
| 2012年09月05日 | 心に花を咲かせよう合唱団 （指揮：山田和樹） | 心に花を咲かせよう |                                      |
| 2015年04月08日 | やなわらばー                                | 縁唄〜フォークソングとやなわらばー〜                                                                                           |                                      |
| 2015年07月29日 | 藤原秀子                                    | 私のブルース＋7 | 元五つの赤い風船                     |
| 2017年03月29日 | 桐朋学園大学 TOHO Amici                     | 日本名曲アルバム フォークソング・GS 合唱集                                                                                     |                                      |